# Giuseppe Vitale (politico 1935)
Giuseppe Vitale (Caltagirone, 29 luglio 1935) è un politico italiano.

## Biografia
Funzionario di banca, esponente del Partito Comunista Italiano. Viene eletto al Senato della Repubblica nel 1979, confermando il proprio seggio anche alle elezioni del 1983 e poi a quelle del 1987. Dal 1989 al 1990 è stato anche consigliere comunale del PCI a Caltagirone. 
Contrario alla svolta della Bolognina, nel 1991 aderisce a Rifondazione Comunista. Conclude il proprio mandato parlamentare nel 1992.